# Shannen Doherty
Shannen Maria Doherty (Memphis, Tennessee, 12 d'abril de 1971 - 13 de juliol de 2024) fou una actriu i directora estatunidenca, coneguda pels seus papers en les sèries de televisió Little House on the Prairie fent el paper de Jenny Wilder, a Beverly Hills, 90210 fent de Brenda Walsh i a Charmed com a Prue Halliwell.

## Biografia
Shannen Doherty va néixer a Memphis, Tennessee, Estats Units el 12 d'abril de 1971. Va tenir un germà, Sean. La seva mare, Rosa, tenia un saló de bellesa i el seu pare dirigia una empresa de transports. La seva família es trasllada a Los Angeles quan té set anys i comença a fer una prova per a diferents papers. Debuta el 1981 amb un petit paper a El gran germà, una sèrie de televisió amb l'actor Merlin Olsen. Dobla l'any següent el personatge de Teresa al llargmetratge d'animació Brisby i el secret de Nimh. El seu primer gran paper és el de Jenny Wilder, la neboda del personatge principal, Laura Ingalls a Little House on the Prairie el 1982. Treballa el 1985 a la pel·lícula Girls Just Want to Have Fun amb Sarah Jessica Parker i Helen Hunt on destaca.

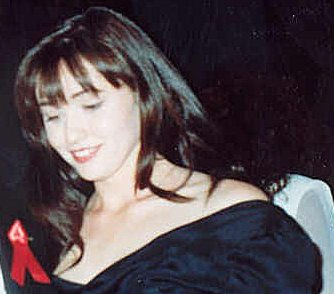
Shannen Doherty (1991)

Després d'haver interpretat alguns telefilms i un paper en el cinema a la pel·lícula Fatal Games el 1989 al costat de Winona Ryder, s'uneix al càsting de Beverly Hills, 90210 el 1990. Interpreta Brenda Walsh i el seu paper li permet ser mediàtic. Deixa, no obstant això, la sèrie quatre anys més tard de resultes de nombroses discussions amb la producció i els actors de la sèrie, guanyant-se la reputació de rebel. Va ser condemnada el 12 de setembre de 1997 a seguir un curs de gestió de l'agressivitat pel tribunal municipal de Beverly Hills després d'una discussió de resultes de la qual havia enfonsat el parabrisa d'un cotxe el propietari del qual marxava per eludir la seva còlera.
De resultes de la seva tornada, encadena els papers als telefilms, sobretot Mallrats el 1995 i Nowhere on obté el primer paper el 1996. Es casa amb l'actor Ashley Hamilton el 24 de setembre de 1993. El seu matrimoni dura cinc mesos. Aaron Spelling la torna a contractar el 1998 per a la seva nova sèrie Charmed. Interpreta Prue Halliwell al costat d'Holly Marie Combs, una de les seves millors amigues. Aquesta sèrie posa en escena tres germanes que descobreixen que són bruixes.
Casada de nou el 24 de gener de 2002 a Las Vegas amb Rick Salomon, es divorcia nou mesos més tard. Encadena de nou els telefilms on té sovint els primers papers. Els productors compten amb la seva presència per atreure el públic. La sèrie és finalment un fracàs i es para després de vint episodis.
El 2006, l'actriu torna a Oxygen, una cadena de cable americana destinada a les dones amb el docudrama, Shannen Doherty: Experta en ruptura, en què es proposa ajudar persones desesperades que no aconsegueixen acabar amb relacions que enverinen la seva vida: la persona en qüestió cau en la trampa, sotmesa en principi a un test filmat en càmera amagada abans que l'animadora vingui a anunciar-li la difícil notícia.
Tornà amb el seu personatge Brenda Walsh en una nova sèrie derivada de Beverly Hills, 90210 anomenada 90210, apareixent en 6 episodis i en l'últim episodi de la primera temporada, al costat de Jennie Garth.
El 2010, l'actriu va presentar el llibre Bad ass i va participar en Dancing with the Stars des del 22 de març del 2010, Mark Ballas és el seu company que és eliminat després de 2 setmanes de difusió. El novembre de 2010, el seu pare John Thomas, amb el qual Shannen tenia vincles molt forts, va morir d'una crisi cardíaca a l'edat de 66 anys. Es va casar el 2011 amb el fotògraf Kurt Iswarienko.
Doherty va ser diagnosticada amb càncer de mama en 2015, el 2020 va fer públic que tornava a tenir càncer de mama, i en un estat avançat, en 2023 va revelar que tenia metàstasi al cervell i mesos més tard que s'havia estés als ossos, i en 14 de juliol de 2024 va morir per les complicacions de les malalties, que li havien impedit treballar els darrers anys.

## Filmografia

### Cinema
- 1982: Night Shift, de Ron Howard: Bluebird
- 1985: Les noies només s'ho volen passar bé (Girls Just Want to Have Fun), d'Alan Metter: Maggie Malene
- 1989: Heathers, de Michael Lehmann: Heather Duke
- 1994: The Naked gun 33 1/3: the final insult de Peter Segal: Ella mateixa
- 1994: Almost Dead, de Ruben Preuss: Doctor Katherine Roshak
- 1995: Mallrats, de Kevin Smith: Renée Mosier
- 1997: Nowhere de Gregg Araki: La dona de la vall
- 1999: Striking Poses, de Gail Harvey: Penyora Sullivan
- 2001: Jay and Silent Bob Strike Back, de Kevin Smith: Ella mateixa
- 2010: Burning Palms, de Christopher Landon
- 2016: Back in the Day, de Paul Borghese
- 2017: Bethany, de James Cullen Bressack
- 2019: Undateable John
- 2021: La Fortalesa, de James Cullen Bressack
- 2022: Hot Seat, de James Cullen Bressack
- 2024: Darkness of Man, de James Cullen Bressack

### Televisió

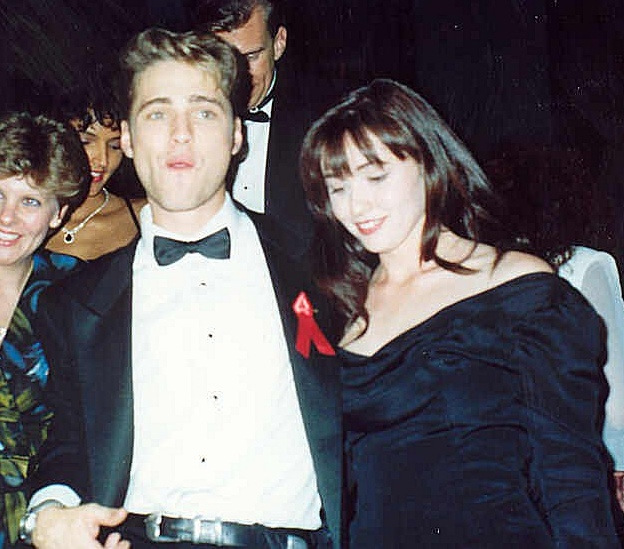
Shannen amb Jason Priestley als 43 Premis Emmy (1991)

- 1981: Father Murphy, de William F. Claxton (sèrie TV): Drusilla Shannon
- 1982: The Phoenix, de Reza Badiyi (sèrie TV): La noieta
- 1983: Little House on the Prairie, de Michael Landon (sèrie TV): Jenny Wilder
- 1983: Magnum, de Donald P. Bellisario (sèrie TV): Ima Platt
- 1984: Airwolf, de Donald P. Bellisario (Sèrie TV): Phoebe Danner
- 1985: Robert Kennedy & His Times, de Marvin J. Chomsky: Kathleen Kennedy
- 1985: The Other Lover, de Robert Ellis Miller (telefilm): Alson Fielding
- 1986-1988: Our House, de Ray Austin, William F. Claxton i Nick Havinga (sèrie TV): Kris Witherspoon
- 1989: Freeze Frame, de William Bindley: Lindsay Scott
- 1989: 21 Jump Street, de Stephen J. Cannell (sèrie TV): Janine DeGray
- 1990: Life Goes On, (sèrie TV) de Michael Braverman: Ginny Green
- 1990 - 1994: Beverly Hills 90210, de Darren Star (sèrie TV): Brenda Walsh
- 1992: The Secret of Lost Creek de Mark Jean (sèrie TV): Jennie Fogel
- 1992: Obsessed de Jonathan Sanger (telefilm): Lorie Brindel
- 1994: Jailbreakers, de William Friedkin (telefilm): Angel Norton
- 1994: Blindfold: Acts of Obsession de Lawrence L. Simeone (telefilm): Magdalena Dalton
- 1996: Gone in the Night de Bill L. Norton (telefilm): Cindi Dowaliby
- 1997: Amigues fins al final (Friends 'Till the End) de Jack Bender (telefilm): Heather Romley
- 1997: Dormint amb el diable (Sleeping with the Devil) de William A. Graham (telefilm): Rebecca Dubrovich
- 1997: The Ticket de Stuart Cooper (telefilm): CeeCee Reicker
- 1998-2001: Charmed, de Constance M. Burge (sèrie TV): Prudence "Prue" Halliwell
- 2000: Satan's School for Girls de Christopher Leitch (telefilm): Beth Hammersmith/Karen Oxford
- 2002: Hell on Heels: The Battle of Mary Kay de Ed Gernon (telefilm): Lexi Wilcox
- 2002: The Rendering, de Peter Svatek (telefilm): Sarah Reynolds
- 2005: Category 7: The End of the World (telefilm): Faith Clavell
- 2005: Love,Inc., de Andrew Secunda (sèrie TV): Denise Johnson
- 2007: Christmas Caper de David Winkler (telefilm): Kate Dove
- 2008: 90210 (sèrie TV): Brenda Walsh
- 2008: Kiss Me Deadly de Ron Oliver (telefilm): Marta
- 2008: The Lost Treasure of the Grand Canyon de Farhad Mann (telefilm): Susan Jordon
- 2009: Encounter with Danger de Neill Fearnley (telefilm): Lori
- 2010: Growing the Big One de Mark Griffiths (telefilm): Emma Silver
- 2011: Gretel de Mario Azzopardi: Zhore

#### Diversos
- 1982: The secret of Nimh, de Don Bluth: la veu de Teresa
- 2001: Gary & Mike, d'Eric Abrams: la veu de Mike
- 2010: Dancing with the Stars (tele-reality): Candidata, companya de Mark Ballas
- 2010: Mari-Kari (web-sèrie): la veu de Mari/Kari
- 2010: Suite 7 (web-sèrie): Adrienne

#### Animadora TV
- 2003 a 2004 : Scare Tactics. Producció: Hallock Healey Entertainment. Una Emissió amb càmera amagada de 22 episodis de 45 minuts, prohibida als menors de deu anys. Dura quatre temporades. Anònims apel·len a l'equip de Shannen Doherty per enxampar família, amics, etc.. en situacions boges i aterridores com la invasió d'extraterrestres o l'aparició de monstres.

### Realitzadora
- 2000: Charmed temporada 2, episodi 22: Be Careful What You Witch For
- 2001: Charmed temporada 3, episodi 14: The Good, The Bad and The Cursed
- 2001: Charmed temporada 3, episodi 22: All Hells Breaks Loose
- 2010: Suite 7 (web-sèrie): Adrienne

### Productora
- 2001: Another Day - Co-productora executiva
- 2006: Shannen Doherty: Experta en ruptures (episodi 5)

## Premis i nominacions
- 8 nominacions als premis Young Artist
- 2 nominacions als Premis Saturn
- 1 nominació als Tv Land Award